# Línea 38 (EMT Madrid)
La línea 38 de la EMT de Madrid une la plaza de Manuel Becerra con Las Rosas (San Blas-Canillejas).

## Características
La línea comunica esta plaza con el barrio de Rosas, pasando por la calle de Alcalá y la calle de los Hermanos García Noblejas, así como atendiendo otras vías importantes del distrito de San Blas-Canillejas, como las calles Pobladura del Valle y Amposta y las avenidas de Hellín y Arcentales.
En sus orígenes, la línea unía la Plaza de Manuel Becerra con San Blas, teniendo su cabecera en el barrio de Hellín. En marzo de 1998, se prolongó hasta el barrio de Las Rosas, teniendo desde entonces su cabecera en el Paseo de Ginebra.

### Frecuencias
| Lunes a viernes laborables |               |
| De 6:00 a 8:00             | 8-15 minutos  |
| De 8:00 a 20:00            | 7-9 minutos   |
| De 20:00 a 23:00           | 8-18 minutos  |
| Sábados laborables         |               |
| De 6:00 a 10:00            | 10-24 minutos |
| De 10:00 a 22:00           | 8-10 minutos  |
| De 22:00 a 23:00           | 9-18 minutos  |
| Domingos y festivos        |               |
| De 7:00 a 10:00            | 14-35 minutos |
| De 10:00 a 21:00           | 11-14 minutos |
| De 21:00 a 23:00           | 12-24 minutos |

## Recorrido y paradas

### Sentido Las Rosas
La línea inicia su recorrido en la dársena central de la calle Francisco Silvela, junto a la Plaza de Manuel Becerra, punto desde el cual sale a la plaza y toma la calle de Alcalá para circular por la misma hacia la periferia de la ciudad.
La línea recorre la calle de Alcalá hasta llegar a la Plaza de Ciudad Lineal o Cruz de los Caídos, donde gira a la derecha para incorporarse a la calle de los Hermanos García Noblejas.
Recorre esta calle hasta girar a la izquierda por la calle Pobladura del Valle, callejeando por los barrios de Amposta y Hellín (tiene paradas en Pobladura del Valle, Amposta, Alberique, Avenida de Hellín y Albaida) hasta salir a la Avenida de Canillejas a Vicálvaro por la calle Albaida.
Desde esta avenida gira a la derecha por la Avenida de Arcentales, que recorre hasta la Plaza de Grecia, donde gira a la derecha para tomar la Avenida de Niza, por la que se adentra en el barrio de Las Rosas.
Dentro del barrio, la línea circula por las calles Julia García Boután, Sofía, Suecia y, finalmente, el Paseo de Ginebra, donde tiene su cabecera en la intersección con la Avenida de Niza.
| Código | Parada                                   | Común con                | Conexiones con Metro | Otros |
| ------ | ---------------------------------------- | ------------------------ | -------------------- | ----- |
| 3761   | MANUEL BECERRA (C/ Francisco Silvela, 2) | 110 E5                   | Manuel Becerra       |       |
| 685    | Alcalá-Parque Bomberos                   | 12 21 53 106 110 146 210 |                      |       |
| 756    | Ventas                                   | 106 110 146 210          | Ventas               |       |
| 758    | El Carmen                                | 146                      | El Carmen            |       |
| 2330   | Alcalá-Mateo García                      |                          |                      |       |
| 2332   | Quintana                                 | 113                      | Quintana             |       |
| 2334   | Pueblo Nuevo                             | 109 113                  | Pueblo Nuevo         |       |
| 2336   | Alcalá-Arcones Gil                       | 109 113                  |                      |       |
| 5458   | Ciudad Lineal                            | 48 70 105                | Ciudad Lineal        |       |
| 240    | Vital Aza-Albasanz                       | 4 48 70 105              |                      |       |
| 242    | Ascao-Julián Camarillo                   | 4 48 70 286 288 289      |                      |       |
| 244    | Metro García Noblejas                    | 4 48 70                  | García Noblejas      |       |
| 246    | Castillo de Arévalo                      | 4 48 70                  |                      |       |
| 4708   | Hermanos García Noblejas-Gandhi          | 4 48 70 109              |                      |       |
| 250    | Hermanos García Noblejas-Centro Salud    | 4 48 70                  |                      |       |
| 2338   | Pobladura del Valle-Arcos de Jalón       | 48 165 167               |                      |       |
| 2340   | Pobladura del Valle-San Román del Valle  | 48 167                   |                      |       |
| 2342   | Amposta-Pobladura del Valle              | 48 165 167               |                      |       |
| 2344   | Amposta-Alberique                        |                          |                      |       |
| 2345   | Alberique-Albaida                        |                          |                      |       |
| 4441   | Alberique-Comisaría                      |                          |                      |       |
| 2351   | Hellín-Alberique                         | 153                      |                      |       |
| 2349   | Hellín-Albaida                           | 153 165                  |                      |       |
| 2484   | Avenida de Canillejas-Albaida            | 153 165                  |                      |       |
| 4783   | Arcentales-Avenida de Canillejas         | 140 167 286 288 289      |                      |       |
| 4784   | Junta Municipal San Blas-Canillejas      | 140 167 286 288 289      |                      |       |
| 3409   | Las Rosas-Metro Las Musas                | E2                       | Las Musas            |       |
| 4443   | Julia García Boután-Niza                 |                          |                      |       |
| 4445   | Julia García Boután-Suecia               |                          |                      |       |
| 4447   | Sofía-Manchester                         |                          |                      |       |
| 4449   | Sofía-Budapest                           |                          |                      |       |
| 4414   | Suecia-Bucarest                          | 140                      |                      |       |
| 4399   | Ginebra-Suecia                           |                          | Las Rosas            |       |
| 4451   | LAS ROSAS (Pº Ginebra-Av. Niza)          |                          |                      |       |

### Sentido Manuel Becerra
El recorrido de vuelta es igual al de ida pero en sentido contrario, exceptuando el paso por la Avenida de Arcentales, que a la vuelta lo hace por la calle María Sevilla Diago.
| Código | Parada                                   | Común con             | Conexiones con Metro | Otros |
| ------ | ---------------------------------------- | --------------------- | -------------------- | ----- |
| 4451   | LAS ROSAS (Pº Ginebra-Av. Niza)          |                       | Las Rosas            |       |
| 4413   | Suecia-Bucarest                          | 140                   |                      |       |
| 4450   | Sofía-Budapest                           |                       |                      |       |
| 4448   | Sofía-Manchester                         |                       |                      |       |
| 4446   | Julia García Boután-Suecia               |                       |                      |       |
| 4444   | Julia García Boután-Niza                 |                       |                      |       |
| 4394   | Metro Las Musas                          |                       | Las Musas            |       |
| 4421   | Sevilla Diago-Avenida de Canillejas      | 140                   |                      |       |
| 4393   | Avenida de Canillejas-Albaida            | 153 165               |                      |       |
| 2348   | Hellín-Albaida                           | 153 165               |                      |       |
| 2350   | Hellín-Alberique                         | 153                   |                      |       |
| 4442   | Alberique-Comisaría                      |                       |                      |       |
| 4391   | Alberique-Albaida                        |                       |                      |       |
| 4392   | Amposta-Alberique                        |                       |                      |       |
| 2343   | Amposta-Pobladura del Valle              | 48 165 167            |                      |       |
| 2341   | Pobladura del Valle-San Román del Valle  | 48 167                |                      |       |
| 2339   | Pobladura del Valle-Arcos de Jalón       | 48 165 167            |                      |       |
| 252    | Hermanos García Noblejas-Centro Salud    | 4 48                  |                      |       |
| 248    | Hermanos García Noblejas-Gandhi          | 4 48 70               |                      |       |
| 247    | Castillo de Arévalo                      | 4 48 70               |                      |       |
| 245    | Metro García Noblejas                    | 4 48 70               | García Noblejas      |       |
| 243    | Ascao-Julián Camarillo                   | 4 48 70 286 288 289   |                      |       |
| 241    | Vital Aza-Albasanz                       | 4 48 70 105           |                      |       |
| 239    | Ciudad Lineal                            | 4 48 70 105           | Ciudad Lineal        |       |
| 2337   | Alcalá-Arcones Gil                       | 109 113               |                      |       |
| 2335   | Pueblo Nuevo                             | 109 113               | Pueblo Nuevo         |       |
| 2333   | Quintana                                 | 113                   | Quintana             |       |
| 2331   | Alcalá-Mateo García                      |                       |                      |       |
| 759    | El Carmen                                | 106 146               | El Carmen            |       |
| 757    | Ventas                                   | 21 106 110 146 210    | Ventas               |       |
| 5146   | Alcalá-Parque Bomberos                   | 21 53 106 110 146 210 |                      |       |
| 684    | Manuel Becerra                           | 21 53 106 110 146 210 |                      |       |
| 3761   | MANUEL BECERRA (C/ Francisco Silvela, 2) | 110 E5                | Manuel Becerra       |       |

## Galería de imágenes

Mapa zonal de la estación de metro de Ventas con los recorridos de las líneas de autobuses, entre las que aparece el 38.
Mapa zonal de la estación de metro de El Carmen con los recorridos de las líneas de autobuses, entre las que aparece el 38.
Mapa zonal de la estación de metro de Quintana con los recorridos de las líneas de autobuses, entre las que aparece el 38.
Mapa zonal de la estación de metro de Pueblo Nuevo con los recorridos de las líneas de autobuses, entre las que aparece el 38.
Mapa zonal de la estación de Ciudad Lineal con las líneas de autobuses que pasan por ella, entre las que se encuentra la línea 38.